# Chaetocnema lopatini
Chaetocnema lopatini is een keversoort uit de familie bladkevers (Chrysomelidae). De wetenschappelijke naam van de soort werd in 2005 gepubliceerd door Biondi & D'Alessandro.